# Ларрі Макінтайр
Ларрі Макінтайр (англ. Larry McIntyre; 13 липня 1949, Мус-Джо — 29 листопада 2024, Талса, Оклахома) — канадський хокеїст, що грав на позиції захисника.

## Ігрова кар'єра
Професійну хокейну кар'єру розпочав 1969 року.
1969 року був обраний на драфті НХЛ під 31-м загальним номером командою «Торонто Мейпл-Ліфс». 
Усю професійну клубну ігрову кар'єру, що тривала 8 років, провів здебільшого захищаючи кольори команд АХЛ та ЦХЛ, окрім цього два сезони відіграв за клуб НХЛ «Торонто Мейпл-Ліфс».

## Тренерська робота
З 1998 по 1999 тренував клуб «Талса Ойлерз» (ЦХЛ).

## Смерть
Помер 29 листопада 2024 року в віці 75 років.

## Статистика
| Сезон        | Клуб               | Ліга         | Регулярний сезон | Регулярний сезон | Регулярний сезон | Регулярний сезон | Регулярний сезон | Плей-оф | Плей-оф | Плей-оф | Плей-оф | Плей-оф |
| Сезон        | Клуб               | Ліга         | І                | Г                | П                | О                | ШХ               | І       | Г       | П       | О       | ШХ      |
| ------------ | ------------------ | ------------ | ---------------- | ---------------- | ---------------- | ---------------- | ---------------- | ------- | ------- | ------- | ------- | ------- |
| 1969–70      | Торонто Мейпл-Ліфс | НХЛ          | 1                | 0                | 0                | 0                | 0                | —       | —       | —       | —       | —       |
| 1972–73      | Торонто Мейпл-Ліфс | НХЛ          | 40               | 0                | 3                | 3                | 26               | —       | —       | —       | —       | —       |
| Усього в ЦХЛ | Усього в ЦХЛ       | Усього в ЦХЛ | 331              | 12               | 77               | 89               | 220              | 28      | 1       | 12      | 13      | 20      |
| Усього в НХЛ | Усього в НХЛ       | Усього в НХЛ | 41               | 0                | 3                | 3                | 26               | —       | —       | —       | —       | —       |